# Maarjapeakse raba
Maarjapeakse raba (Maarjapeakse mosse) är en mosse i sydvästra Estland. Den ligger i Surju kommun i landskapet Pärnumaa,140 km söder om huvudstaden Tallinn. I närheten ligger mossen Tolkuse raba samt småköpingen Võiste.